# CK722
Transistoren CK722 var den første "lavpris" junction transistor tilgængelig for offentligheden. CK722 var en PNP germanium beregnet til små signaler. CK722 blev udviklet af Norman Krim – og den blev introduceret af Raytheon i starten af 1953 for $7,60 stykket; prisen blev reduceret til $3,50 i slutningen af 1954 og til $0,99 i 1956. CK722 var "CK721"-chips, som ikke opfyldte CK721-kravene. CK721 var Raytheons transistor designet til høreapparater.

Raytheon opfordrede aktivt hobbyfolk med design konkurrencer og reklamer.

I 1950'erne og 1960'erne, blev der udgivet hundredvis af hobbyfolks elektronikprojekter som anvendte CK722 transistorer og som blev udgivet i populære bøger og tidsskrifter.